# Landing op Kreta
De Landing op Kreta (Engels: Battle of Crete, Duits: Luftlandungsschlacht um Kreta; Grieks: Μάχη της Κρήτης) begon op de ochtend van 20 mei 1941 in de Tweede Wereldoorlog toen de Duitse strijdkrachten een luchtlanding ondernamen op het Griekse eiland Kreta onder de codenaam Unternehmen Merkur (Operatie Mercurius). Het was de tot dan toe grootste luchtlandingsoperatie uit de geschiedenis. Zowel door de grote omvang als de bijzondere (luchtmobiele) aard van de operatie ondervonden de troepen veel problemen met de landing en bevoorrading en beschikten zij over weinig zware wapens. De operatie was succesvol in de zin dat het eiland veroverd werd op de verdedigende geallieerde troepen, maar de overwinning was zo kostbaar dat de Duitsers nooit meer een belangrijke luchtlandingsaanval zouden uitvoeren.

## Voorgeschiedenis
Toen Italië op 28 oktober 1940 Griekenland aanviel, werden 14.000 man Britse troepen op het eiland gelegerd ter aflossing van de 5e Griekse Divisie die de Griekse regering op het vasteland nodig had. Hoewel de Italiaanse aanval op Griekenland aanvankelijk werd afgeslagen, verdreef de hierop volgende Duitse aanval 57.000 man geallieerde troepen van het vasteland. De Royal Navy evacueerde velen van hen, ten dele naar Kreta om het garnizoen daar te versterken.
In mei 1941 bestond de verdediging van Kreta uit 9000 man Griekse troepen, waaronder drie achtergebleven bataljons van de 5e Divisie en de Kretenzer gendarmerie ter grootte van een bataljon, het 14.000 man sterke al aanwezige Britse garnizoen en 25.000 man uit landen van de Commonwealth (het Britse Gemenebest) die vanaf het vasteland waren geëvacueerd. De evacuees bestonden uit de typische mix die bij haastige evacuaties ontstaat: in goede orde geëvacueerde eenheden onder hun eigen commando, door individuele leiders haastig bij elkaar gebrachte mannen en individuen zonder leider uit alle denkbare eenheden, vaak zonder zware uitrusting. De belangrijkste eenheden die werden geformeerd waren de 2e Nieuw-Zeelandse Divisie (minus de 6de brigade en het divisiehoofdkwartier dat in Egypte was gestationeerd), de 19e Australische Brigade en de 14e Infanteriebrigade van de 6e Britse Divisie. De pantsereenheden bestonden uit zestien verouderde Cruiser Mk I tanks. De artillerie telde 85 kanonnen, vooral buitgemaakt Italiaans materiaal zonder richtapparatuur. Op 30 april werd de commandant van de Nieuw-Zeelandse eenheden, generaal-majoor Bernard Freyberg, tot commandant van alle geallieerde eenheden op Kreta benoemd. Voor de 10.000 man zonder wapens diende Freyberg een verzoek in om ze te laten evacueren, maar slechts enkelen hadden Kreta verlaten toen de strijd losbarstte.
Kreta was voor de geallieerden belangrijk omdat het de Britse marine van uitstekende havenfaciliteiten in de oostelijke Middellandse Zee kon voorzien. Vanuit Kreta waren bijvoorbeeld de Roemeense olievelden met bommenwerpers te bereiken. Vanuit het oogpunt van de asmogendheden was het belangrijk dat de geallieerde basis op Kreta werd geëlimineerd, omdat het voor Operatie Barbarossa (de aanval op de Sovjet-Unie) noodzakelijk was dat de zuidoostelijke positie stevig in handen van de asmogendheden was. Wanneer ook Malta veroverd zou zijn, zou de Britse positie in de oostelijke Middellandse Zee aanmerkelijk verzwakt worden.
De Duitse aanval begon met bombardementen door de Luftwaffe die de geallieerde vliegtuigen uiteindelijk dwong naar Alexandrië uit te wijken. De Luftwaffe had hierdoor vrij spel boven het eiland. Op 25 april ondertekende Adolf Hitler directief nummer 28 met de opdracht tot de landing op Kreta. Omdat de in Alexandrië gestationeerde Britse marine-eenheden de wateren rondom Kreta beheersten, was een landing uit zee zeer riskant. Daarom was gekozen voor een luchtlanding. Hoewel luchtlandingsaanvallen in Noorwegen, Nederland, België en Frankrijk waren uitgevoerd, zou de luchtlanding op Kreta alle voorgaande luchtlandingen in aantallen manschappen overtreffen. Het plan was om met parachutisten sleutelposities als luchthavens te veroveren, waarna voorraden en versterkingen konden worden ingevlogen. Het XI Fliegerkorps werd verantwoordelijk voor een aanval door de 7e Duitse Luchtlandingsdivisie, die met parachutes en Segelflugzeuge (zweefvliegtuigen) zou landen, gevolgd door de 22e Duitse Luchtlandingsdivisie wanneer de vliegvelden zouden zijn veiliggesteld.
De aanval was gepland voor 16 mei maar werd uitgesteld tot 20 mei; de 5e Duitse Bergdivisie werd vervangen door de 22e Luchtlandingsdivisie. Het geallieerde commando op Kreta werd voor de ophanden zijnde invasie gewaarschuwd met Ultra, inlichtingen die door de Britse inlichtingendienst in Bletchley waren onderschept en ontcijferd. Generaal Freyberg werd op de hoogte gebracht van het aanvalsplan, maar in algemene termen om de bron van de inlichtingen geheim te houden. Hij begon de verdediging van de vliegvelden te versterken, maar stuitte daarbij op het probleem van zijn gebrek aan zware wapens. Immers de - lichtbewapende - parachutisten konden over gelijke vuurkracht beschikken als zijn eigen troepen.
De Duitse luchtlandingsdoctrine hield in dat kleine aantallen parachutisten direct op de vijandelijke vliegvelden zouden landen. Daar zouden ze de verdediging moeten uitschakelen en de luchtafweer onschadelijk maken. Hierna zouden grotere eenheden per zweefvliegtuig kunnen landen. Freyberg besloot, na studie van de door de Duitsers gebruikte para-tactieken, de vliegvelden onbruikbaar te maken. Hij kreeg echter een tegenbevel van het Opperbevel voor het Midden-Oosten in Alexandrië. Dit meende dat de luchtlanding tot mislukken was gedoemd nu het plan was uitgelekt en het wilde de vliegvelden behouden voor een terugkeer van de Royal Air Force.

## Dag 1, 20 mei

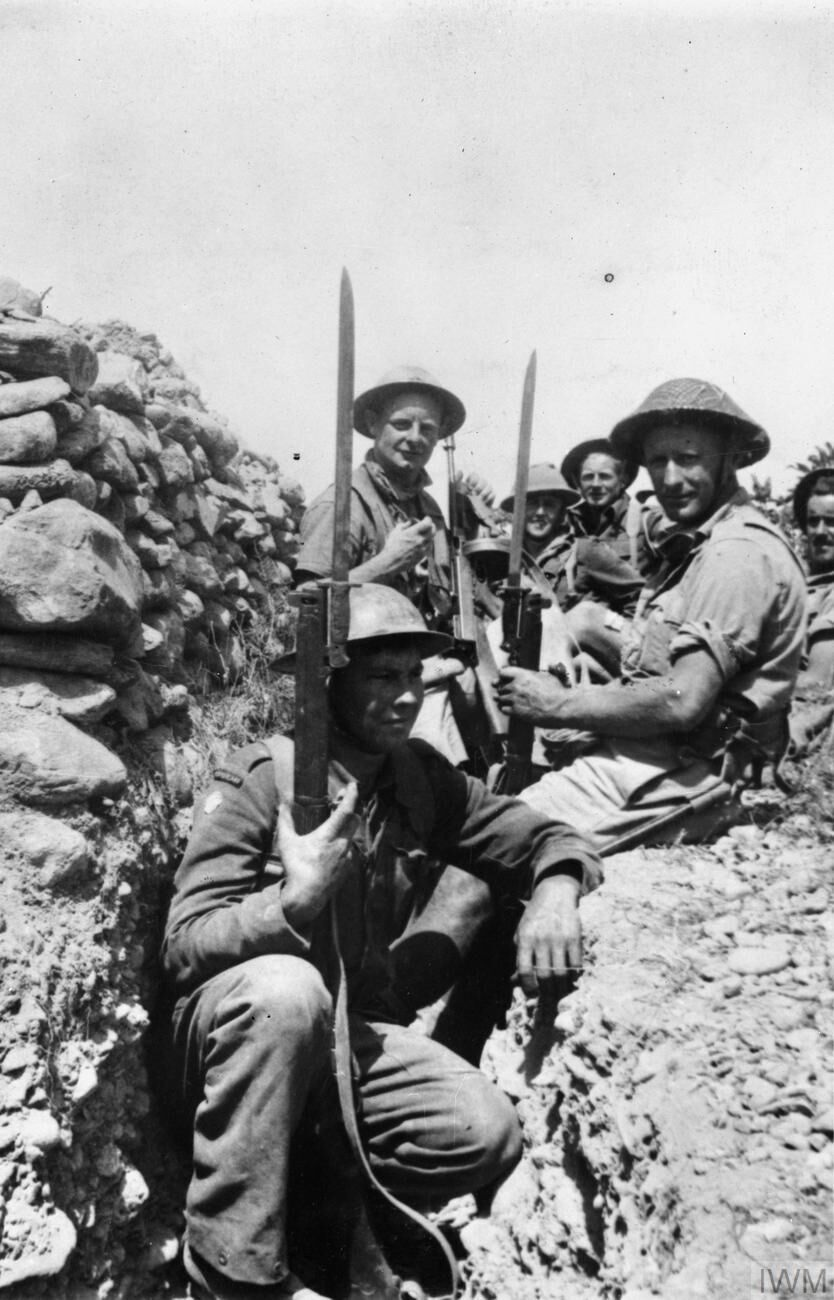
Britse soldaten in een loopgraaf met bajonetten op hun geweren

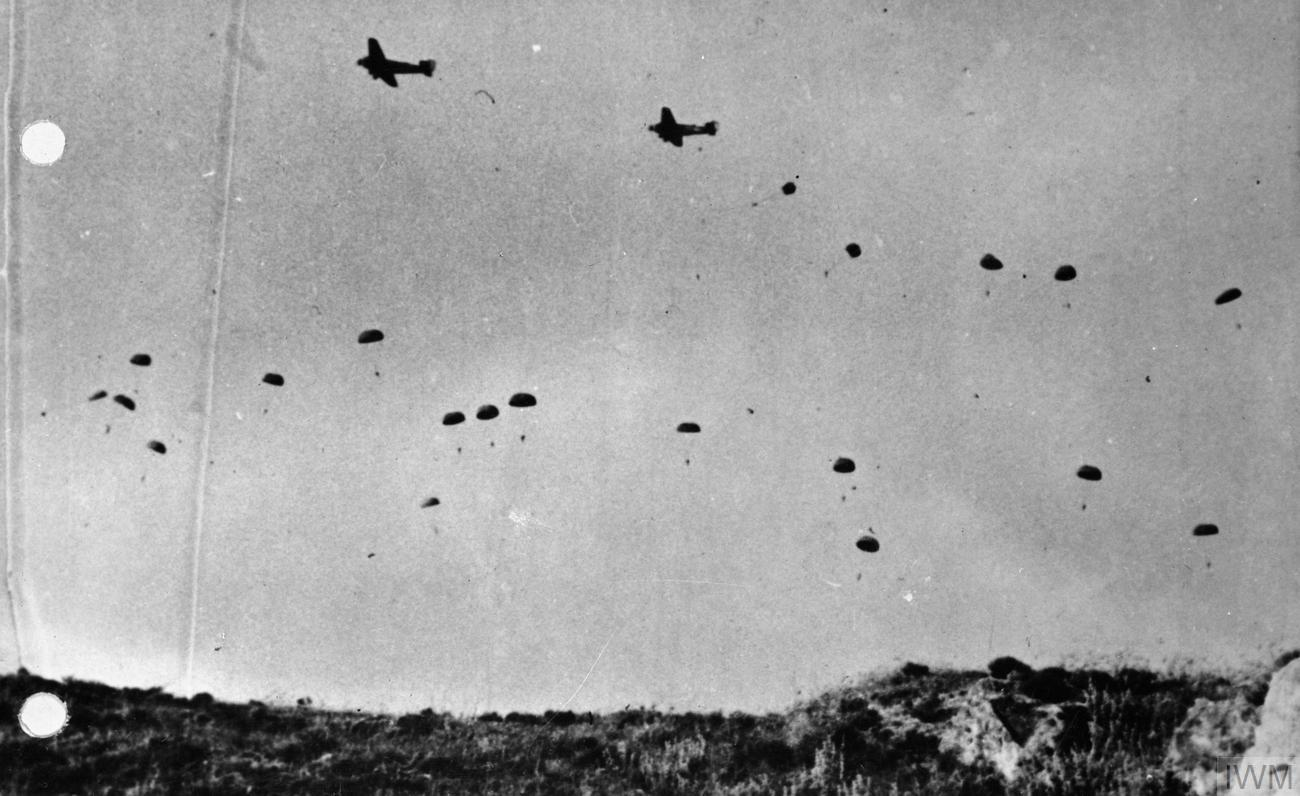
Duitse Fallschirmjäger springen boven Kreta

Om 08.00 uur op 20 mei landden Duitse para's bij Maleme en Chania - kleinere vliegvelden gebouwd ter ondersteuning van het hoofdvliegveld bij Iraklion. Van deze strijdkrachten werd het merendeel door geallieerde strijdkrachten bij de vliegvelden in de pan gehakt. De Duitse zweefvliegtuigen werden door mortiervuur binnen seconden na de landing geraakt. De Griekse en Commonwealth-verdedigers doodden de uitstappende Duitsers bijna tot op de laatste man.
Zoals bij luchtlandingen bijna onvermijdelijk is, landden een aantal para's op de verkeerde plek. Deze namen verdedigende posities in bij het Maleme-vliegveld en bij de "gevangenenvallei" bij Canea. De geallieerden stuurden eenheden om deze para's te omsingelen en isoleren.
Griekse politie en cadetten traden eveneens in actie. Zij versloegen een Duitse landing bij Kissamos, en beletten Duitse bewegingen bij Kolimbari en Paleochora.
Overal op het eiland voegde de Griekse bevolking, gewapend of ongewapend, zich met een voor beide partijen onverwachte felheid in de strijd. In een opmerkelijk incident werd een Duitse para door een bejaarde Griek met zijn wandelstok doodgeslagen. Veel Duitsers vonden de dood door mes of knots in de olijfbossen en dorpen. Nadat zij over hun aanvankelijke schok heen waren, reageerden de Duitsers naar de bevolking met minstens evenveel geweld.
Een tweede Duitse aanvalsgolf arriveerde om 16.00 uur bij Rethimnon en Iraklion. Evenals bij de eerdere aanvallen waren de verdedigers paraat, en brachten de aanvallers zware verliezen toe. Bij het vallen van de avond hadden de Duitsers geen van hun doelen bereikt. Het riskante plan om op vier verschillende plaatsen aan te vallen, scheen gefaald te hebben, al tastten de Duitsers nog in het duister over de oorzaken.
De Duitsers bij Maleme verdrongen echter langzaam de Nieuw-Zeelanders van de strategische heuvel 107, die uitzicht over het vliegveld bood. Het commando op Kreta besloot de volgende dag alles op alles te zetten in de strijd bij Maleme.
Op de eerste dag had de Luftwaffe 593 transportvliegtuigen ingezet voor het transport van de troepen.

## Dag 2, 21 mei
De volgende morgen bleek dat de Nieuw-Zeelandse infanterie zich per vergissing van heuvel 107 bij de verdediging van het vliegveld van Maleme teruggetrokken had. Hoewel hun artillerie doorging met het bestoken van het gebied, gaf dit de Duitsers de controle over het vliegveld. Terwijl een landing vanuit zee in de omgeving plaatsvond, landden die avond Junkers Ju 52-transporttoestellen met eenheden van de 5de bergdivisie. Deze troepen namen direct na het landen hun posities in. Veel toestellen werden door artillerievuur geraakt, en het vliegveld raakte bezaaid met kapotte toestellen. De Duitsers slaagden deze en de volgende dagen er toch in om 14.000 man van bergjagers op het eiland te brengen.

## Dag 3, 22 mei
Het geallieerde commando op Kreta, zich realiserend dat Maleme nu een sleutelgebied was geworden voor het behoud van het eiland, organiseerde een tegenaanval door twee Nieuw-Zeelandse bataljons in de nacht van de 21 op 22 mei. De vrees voor een landing vanuit zee betekende dat een aantal eenheden niet mee konden doen, hoewel de mogelijkheid tot een landing vanuit zee door een sterke aanwezigheid van de Royal Navy werd uitgesloten kwam dit bericht te laat om alle eenheden voor de tegenaanval vrij te maken.
De strijdkracht viel 's nachts aan, op een tijd dat de oorspronkelijke paratroepen hun verdedigende posities hadden ingericht en de nieuw gelande bergtroepen moeilijk vanuit hun posities verdreven bleken te kunnen worden. De aanval mislukte, het vliegveld kon niet hernomen worden. Vanaf dit tijdstip werden de geallieerden gedwongen zich naar de oostelijke kant van het eiland terug te trekken, om niet door oprukkende Duitse troepen afgesneden te worden.

## Terugtocht, 28 - 31 mei

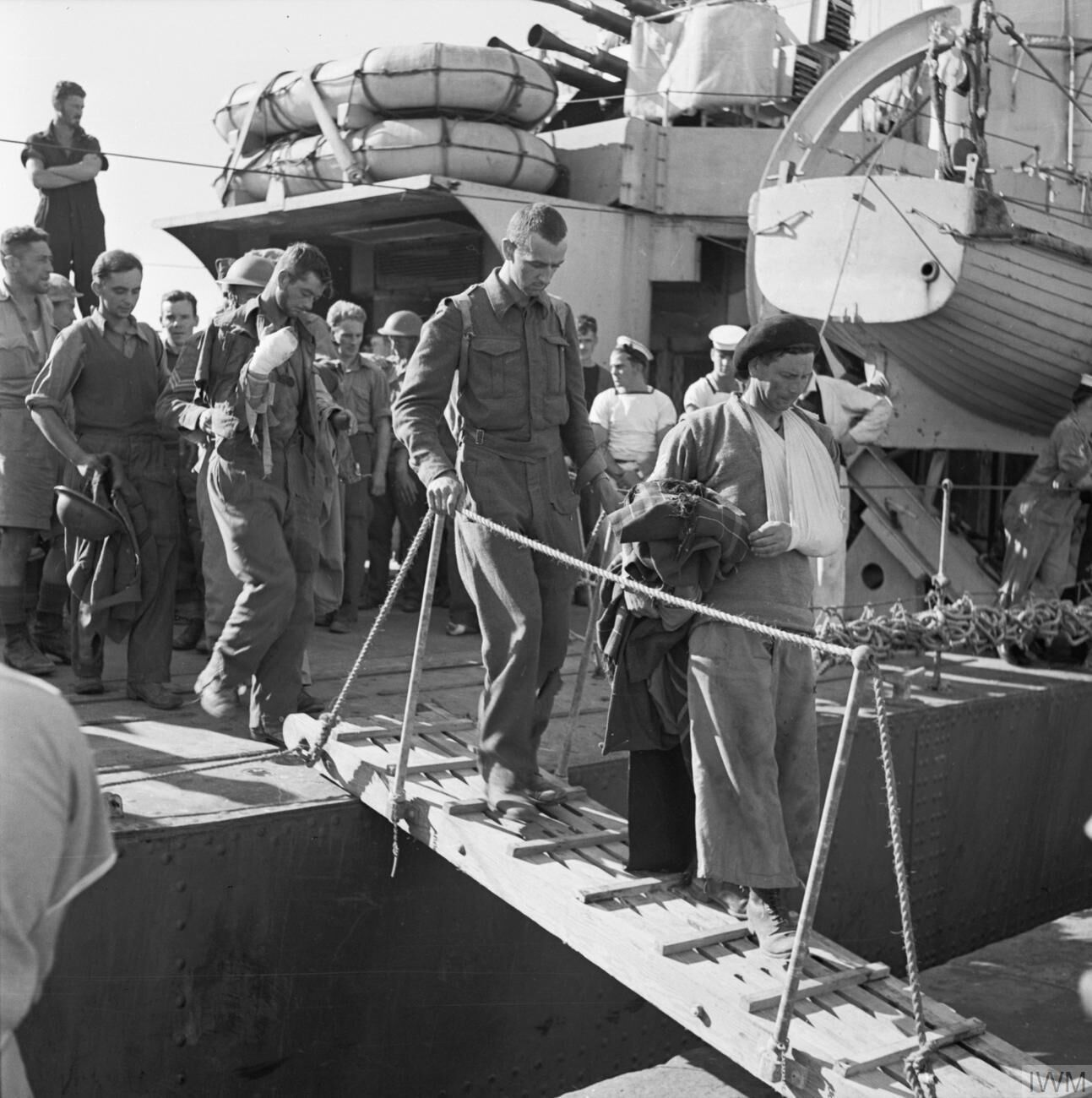
Geëvacueerde Britten gaan in Egypte aan wal

De Duitsers probeerden uit te breken uit hun bruggenhoofd, en na bombardementen door duikbommenwerpers slaagden zij hierin.
Het opperbevel in Londen constateerde dat de situatie hopeloos was en besloot tot een aftocht vanuit Sfakia. Gedurende de volgende vier nachten werden 16.000 man naar Egypte afgevoerd. Een kleiner aantal manschappen werd vanuit Iraklion afgevoerd. Deze schepen werden onderweg door de Luftwaffe aangevallen en leden zware verliezen. Op 1 juni gaven de overblijvende 5000 verdedigers van Sfakia zich over, hoewel velen de heuvels en bergen in vluchtten en van daaruit de Duitsers nog jaren last zouden blijven veroorzaken.
Gedurende de evacuatie stelde de bevelhebber van de Mediterrane vloot, admiraal Cunningham dat de "marine het leger niet kan laten zitten". Toen generaals van het leger hun zorgen uitten over het aantal schepen dat hij zou kunnen verliezen antwoordde hij: "Het kost drie jaar om een schip te bouwen, het kost drie eeuwen om een traditie op te bouwen.".
Maj. Alistair Hamilton, een compagniescommandant van de Black Watch had verklaard: "De Black watch verlaat Kreta wanneer de sneeuw berg Ida verlaat." De majoor zelf verliet het eiland nooit meer: hij werd gedood door een mortiergranaat. Zijn mannen kregen opdracht in te schepen, en volgden dit met grote tegenzin op. Zij hadden het gevoel hun Griekse bondgenoten in de steek te laten. Hoewel hun zware uitrusting werd vernietigd, gaven vele mannen hun munitie over aan de Kretenzen die achterbleven om hun eiland tegen de Duitsers te verdedigen.

## Uitslag
Geallieerde commandanten waren bezorgd geweest dat Kreta als springplank voor operaties tegen Egypte of elders in het Midden-Oosten zou worden gebruikt. Als daar al Duitse plannen voor waren geweest, dan zijn ze niet uitgevoerd.
De zware verliezen aan Duitse para's, de tweede maal na de mislukte luchtlanding bij Den Haag, deden Hitler besluiten deze nooit meer op deze wijze in te zetten. Dit betekende, gezien de slechte communicatie in het Rode leger, dat een potentieel zeer effectief wapen niet in Rusland werd ingezet. Ook de voorbereidingen voor de inname van het vestingeiland Malta (Operatie Hercules) werd gestopt. Dit hoewel de inname van Malta en daarna de inname van het Britse protectoraat Egypte in de eerste opzet een van de doelen van de bezetting van Kreta was geweest.
De geallieerden waren daarentegen onder de indruk van het effect van de parachutisten en Winston Churchill gaf bevel tot de opbouw van de Britse 1e Luchtlandingsdivisie. Britse en Amerikaanse luchtlandingsoperaties zouden plaatsvinden tijdens de landing op Sicilië en de landing in Normandië en in Nederland bij de grote luchtlanding tijdens Operatie Market Garden.
Op Kreta ontstond een zeer actief gewapend verzet, dat op zijn hoogtepunt 50.000 man troepen van de asmogendheden op het eiland vasthield. Het verzet bleef actief tot de bevrijding in 1945.

## Verliezen
De Duitsers gaven het verlies van 6200 man toe: 3714 doden en 2494 gewonden. De oorlogsbegraafplaats bij Maleme kent echter al 4500 graven. Geallieerde soldaten beweerden op de vijfde dag 900 Duitsers bij Rethimnon en 1250 bij Iraklion begraven te hebben. Het is daarom aannemelijk dat de Duitse verliezen aanmerkelijk hoger waren dan zij toegaven.
Winston Churchill beweerde dat de Duitsers meer dan 15.000 man verloren en admiraal Cunningham meende dat de Duitsers 22.000 man verloren. Christopher Buckley geeft in het boek "Greece and Crete 1941" een voorzichtige schatting van 16.800 man. Omgekeerd moet echter ook de mogelijkheid worden overwogen dat de Engelsen door te hoge cijfers op te geven probeerden hun aftocht als overwinning voor te stellen.
De geallieerden zouden 3500 soldaten hebben verloren: 1751 doden en vergelijkbaar aantal gewonden. Hiernaast verloren zij 12.254 Commonwealth-manschappen en 5.255 Grieken die krijgsgevangen werden genomen. De marine betreurde 1828 doden en 183 gewonden. Na de oorlog zijn de geallieerde graven samengebracht op het oorlogskerkhof Suda Bay War Cemetery.

## Duitse bezetting van Kreta
Een deel van de bevolking nam deel aan de strijd tegen de Duitse aanvallers en ging ook na de geallieerde overgave als partizanen door met de strijd. Duitse soldaten -ook gewonde- werden gedood. De Duitse troepen namen vergeldingsmaatregelen tegen de burgerbevolking. Zo schoten Duitse soldaten op 2 juni 1941 bij wijze van represaille een onbekend aantal mannelijke inwoners van Kondomari neer.
Tijdens de volgende jaren duurde het verzet tegen de Duitse bezetting voort. De bezetters begingen talrijke oorlogsmisdaden. Vele duizenden Kretenzische mannen, vrouwen en kinderen werden vermoord. In de gemeente Viannos werden op 14 september 1943 zo'n 500 inwoners, meest vrouwen en kinderen neergeschoten. Op 21 mei 1944 omsingelden eenheden onder bevel van de Duitse commandant van de "Vesting Kreta", generaal Bruno Bräuer de Joodse wijk van de stad Chania. Vluchtende inwoners werden neergeschoten. Alle anderen werden met een schip naar Griekenland afgevoerd, dat onderweg tot zinken werd gebracht door een Britse duikboot. Slechts vier mensen van de Joodse gemeenschap zouden de oorlog overleefd hebben.
Bruno Bräuer werd na het einde van de oorlog aan Griekenland uitgeleverd en ter dood veroordeeld. Met de eveneens wegens oorlogsmisdaden op Kreta veroordeelde generaal Friedrich Wilhelm Müller werd hij op 20 mei 1947 om 5 uur terechtgesteld.
Een Kretenzische bron stelt het aantal Kretenzische burgers dat door Duitse acties gedood werd op 6.593 mannen, 1.113 vrouwen en 869 kinderen.